# Museo Peabody di archeologia ed etnologia
Il Museo Peabody di archeologia ed etnologia (in inglese: Peabody Museum of Archaeology and Ethnology) è un museo contenente materiale di interesse antropologico e archeologico appartenente all'Università di Harvard a Cambridge (Massachusetts), Stati Uniti d'America.

## Caratteristiche
Il museo fu fondato nel 1866 grazie al finanziamento del filantropo statunitense George Peabody (1795-1869) il quale lo dotò della somma, allora straordinariamente elevata, di 150 000 dollari. Il museo consiste essenzialmente nella raccolta ed esposizione al pubblico di oggetti di interesse etnologico aventi lo scopo di documentare soprattutto le civiltà presenti nell'America settentrionale e centrale e nelle isole del Pacifico prima dell'arrivo degli europei. Negli archivi del Museo sono ospitati inoltre più di 500 000 documenti scritti e fotografici relativi al campo di interesse della raccolta.
La sede del Museo Peabody di archeologia ed etnologia ospita anche il Museo di storia naturale di Harvard (Harvard Museum of Natural History).